# Бражник Штрекера
Бражник Штрекера (лат. Kentrochrysalis streckeri) — вид бабочек рода Kentrochrysalis семейства бражники. Назван в честь американского энтомолога Германа Штреккера (1836—1901).

## Описание
Размах крыльев 60—65 мм. Усики светлые с тёмной средней частью. Передние крылья серые с ярким белым круглым дискальным пятном, удлинёнными чёрными штрихами в средней части крыла и короткими у вершины. Окраска основного фона передних крыльев сильно варьирует от слабо выраженного рисунка до наличия широких или узких тёмных поперечных зигзаговидных перевязей. Задние крылья одноцветно коричневые. Бахромка обеих пар крыльев пятнистая.

## Распространение
Обитает в России на юге Амурской области, в Еврейской АО, на юге Хабаровского края (на север до границы многопородных широколиственных лесов), в Приморском крае. Также встречается в Корее, Китае (Внутренняя Монголия, Хэйлунцзян, Гирин, Пекин, Шаньси; возможно обитание на юге Китая).

## Места обитания
Типичные места обитания — смешанные широколиственные леса и лесные опушки.

## Биология
Бабочки летают с конца мая (реже — с середины мая) до начала июля, редко бабочки летают в середине июля, начале и середине августа.
Гусеницы живут на ясене (Fraxinus), сирени (Syringa), бирючине (Ligustrum).

## Фото в природе

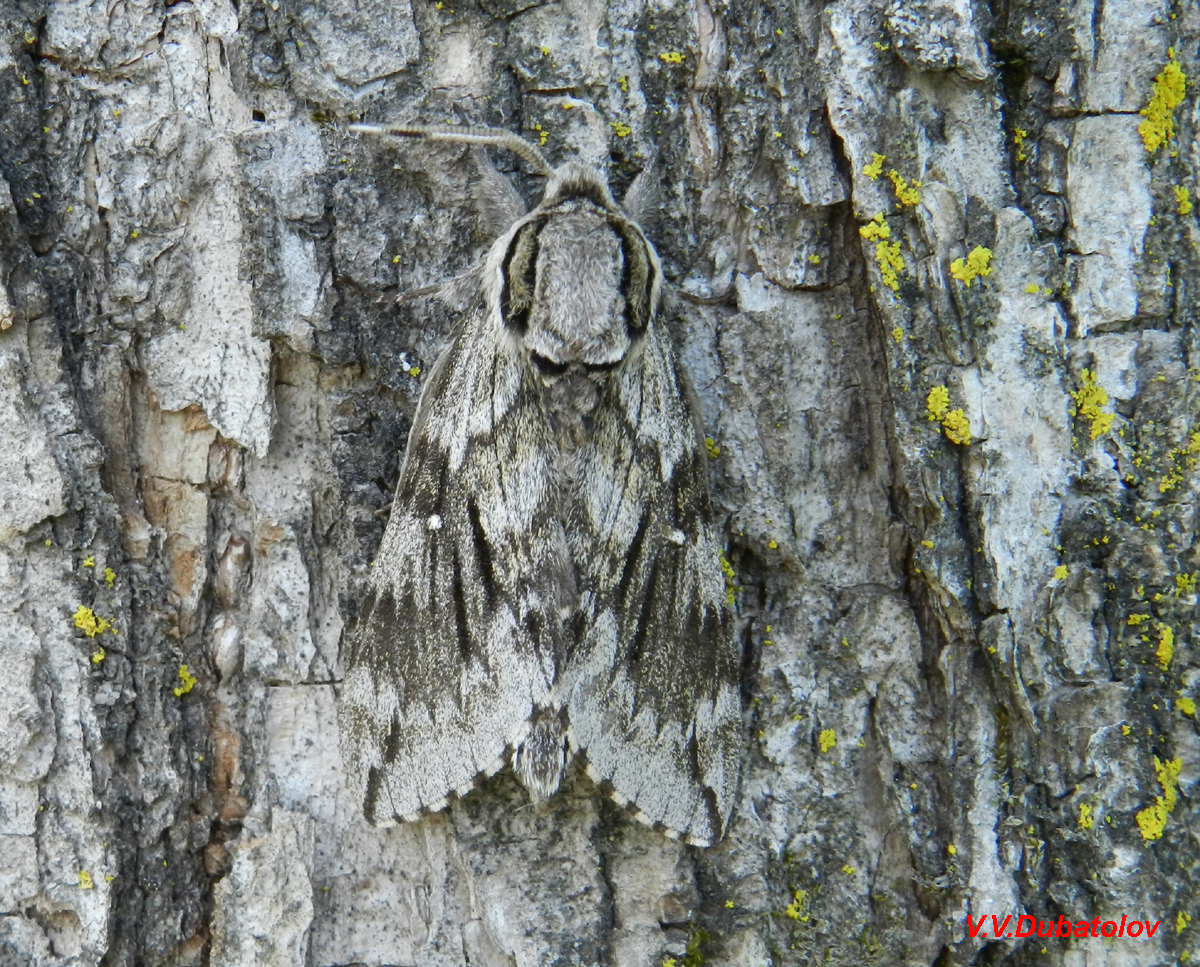
Kentrochrysalis streckeri, Хехцир, окрестности Хабаровска, ♂